# Peckoltia braueri
Peckoltia braueri (Пеколтія райдужна) — вид риб з роду Peckoltia родини Лорікарієві ряду сомоподібні.

## Опис
Загальна довжина сягає 10,3 см. Голова дуже широка, більша ніж в інших видів свого роду. Очі помірно великі з райдужною оболонкою. Є бічний гребінь. Рот являє собою «присоску». Зуби щіткоподібні, на обох щелеп мають однаковий розмір. Тулуб кремезний, подовжений, вкрито кістковими пластинками. У самців на спинному та грудних плавцях є одонтоди (шкіряні зубчики). Спинний плавець високий, доволі довгий з 2 жорсткими та 7 м'якими променями. Жировий плавець невеличкий. Грудні плавці широкі. Черевні трохи менше за останні. Анальний плавець скошений, складається з 1 жорстким і 4 м'якими променями. Хвостовий плавець широкий з вирізом.
Забарвлення кремово-кавове з 3-5 поперечними, косими смугами шоколадного кольору. Самиці тьмяніші за самців. Голову всіяно дрібними темними цятками. Також на голові присутні хвилясті лінії на кшталт венозної решітки. Черево має брудно-білий колір. Спинний і хвостовий плавці насичено-помаранчевого забарвлення. У молоді більш яскраві кольори ніж у дорослих особин.

## Спосіб життя
Демерсальна риба. Зустрічаються на швидких ділянках річок з кам'янистим дном. Утворюють невеличкі косяки. Є доволі територіальною рибою. Вдень ховається у помірно довгих печерках, або у великих порожнинах. Активна вночі. Живиться переважно дрібними водними організмами, невеличкою рибою, частково водоростями.

## Розповсюдження
Мешкає у річках Бранко і Негро.